# Actias chapae
Actias chapae is een vlinder uit de onderfamilie Saturniinae van de familie nachtpauwogen (Saturniidae).
De wetenschappelijke naam van de soort is voor het eerst geldig gepubliceerd door Rudolf Mell in 1950.

## Ondersoorten
- Actias chapae chapae
- Actias chapae bezverkhovi Sochivko & Ivshin, 2008[3]